# Bella Bella
Bella Bella (Bellabella,  Heiltsuq, Milbank Sound Indijanci), skupina plemena američkih Indijanaca porodice Wakashan, naseljenih u Britanskoj Kolumbiji, Kanada, od Rivers Inleta do Douglas Channela. Bella Belle su granaju na dvije glavne grane koje se služe vlastitim dijalektima, od kojih svaka obuhvaća nekoliko plemena,  to su: a) Haisla s plemenima Kitamat na Douglas Channelu i Kitlope, na Gardiner Canalu. Drugu granu čine b) pravi Heiltsuk s plemenima Bella Bella kojima pripadaju Kokaitk na sjevernoj obali Milbank Sounda, Oealitk na južnoj obali Milbank Sound, i Oetlitk na središnjem Milbank Soundu; Nohuntsitk i Somehulitk, s jezera Wikeno; China Hat, na Tolmie Channel i Mussel Inlet; Wikeno, s Rivers Inleta. Ova plemena imala su kulturu sličnu ostalim skupinama Kwakiutla, odnosno Sjeverozapadnoj obali.
Rana populacija Bella Bella, prema Mooneyu, iznosila je 2,700 (1780.). Današnji Heiltsuk Nation, locirani u Waglisla (Bella Bella), čine potomci plemenskih grupa 'Isdaitxv, Uyalitxv, Uwithitxv, 'Qvuqvayaitxv, Xixis i 'Kviai'itxv. Njihov broj 2005., prema Indian Life Online, iznosi 2,870. 

## Vanjske poveznice
- Heiltsuk (Bella Bella)  Arhivirana inačica izvorne stranice od 8. lipnja 2011. (Wayback Machine)
- Heiltsuk Nation
- Bella Bella[neaktivna poveznica]